# 北周庄镇
北周庄镇，是中华人民共和国山西省朔州市山阴县下辖的一个乡镇级行政单位。

## 行政区划
北周庄镇下辖以下地区：
北周庄村、棋道地村、郑庄村、二铺村、辛留村、安岸庄村、新岱岳村、下神泉村、永静城村、李家窑村、白家堡村、王家堡村、郭庄村、西杨庄村、柏坡村、张庄村、贺庄村、白殿沟村、上神泉村、燕庄村和苑家辛庄村。